# Thron der Prinzessin Satamun
Der Thron der Prinzessin Satamun (auch Thron der Prinzessin Sitamun) ist ein Fundstück aus dem Grab KV46 im Tal der Könige von Juja und Tuja, den Eltern von Königin Teje. Er gehörte der Prinzessin Satamun, der Tochter von Amenophis III.

## Beschreibung
Der Holzthron ist ein Beispiel für die Feinheit und Eleganz der ägyptischen Kunsttischlerei der 18. Dynastie. Er besteht aus rötlichem Holz, einige Teile sind mit einem 4 mm starken Furnier, ebenfalls aus rötlichem Holz, versehen. Die Stuhlbeine sind als Löwenfüße gestaltet. Die Tatzen der Löwenfüße stehen auf hohen, in Wülste unterteilten Sockel. Die Stuhlbeine waren einst versilbert, Reste vom Silberüberzug sind noch erhalten.
Die Vorder- und Hinterbeine unter der Sitzfläche sind durch Leisten verstärkt. Die Leisten sind abgewinkelt und waren ursprünglich versilbert. Zwischen Vorder- und Hinterbeinen ist jeweils eine Querstrebe angebracht. Die Enden der Querstreben haben vergoldete Aufsätze in Gestalt von stilisierten Papyrusdolden.
Die noch sehr gut erhaltene Bespannung der Sitzfläche besteht aus feinem Schnurgeflecht und zeigt ein Fischgrätenmuster. Wie üblich für diese Zeit ist die hohe Rückenlehne nach hinten geneigt. Die Oberkante der Rückenlehne ist nach hinten gebogen. Die Lehne an der Rückseite wird durch drei parallel vertikal verlaufende Leisten gestützt. Zwei äußere Stützen werden zusätzlich durch vergoldete Holzwinkel verstärkt. Armlehnen und Sitzrahmen sind ebenfalls durch vergoldete Holzwinkel stabilisiert und werden als Leisten über den oberen Rand der Armstützen bis zur Rückenlehne weitergeführt. Vergoldete Bronzenägel verstärken teilweise die Verzapfung der Holzteile.
An vorderen Ecken des Sitzrahmens befinden sich vergoldete Porträtköpfchen. Sie zeigen die Büste einer Prinzessin, womöglich Satamun selbst. Wie üblich für diese Zeit trägt sie eine kurze runde Lockenperücke und ein einfaches Stirnband. Das Köpfchen ist geschmückt durch eine hohe, an der Oberseite flache Pflanzenkrone, sowie einen breiten Halskragen. Krone, Gesicht, als auch Halskragen sind vergoldet.

### Rückenlehne
Die Rückseite der Rückenlehne ist versilbert und mit einem feinen Federmuster verziert. Die Schauseiten tragen eine vergoldete Dekoration. Auf der Vorderseite der Lehne befindet sich ein Stuckrelief, das die geflügelte Sonnenscheibe darstellt. Diese überspannt die Bildkomposition mit der Prinzessin im Zentrum.
Die Szene zeigt Satamun zweimal thronend vor einer jungen Gabenbringerin. Ihre Füße stehen auf einer Fußbank oder einem flachen Kissen. Sie trägt eine kurze Lockenperücke und eine für Königskinder typische Seitenlocke. Die Perücke verdeckt teilweise einen großen Ohrring. Das Haupt der Prinzessin wird von einem Gazellendiadem gekrönt und einem hohen Lotusblütenschmuck verziert.
Sie trägt einen breiten Halskragen auf der Brust sowie Armbänder an den Armen. Außerdem trägt sie ein eng anliegendes Gewand mit knöchellangem Rock, mit dicht aneinandergereihten Wellenlinien. In den Händen trägt sie Sistrum und Menit, welche typische Attribute von Priesterinnen und Sängerinnen im Hathorkult waren. Beide jungen Gabenbringerinnen sind bis auf Musterung und Rocklänge identisch. Die Mädchen tragen eine halblange, eckig geschnittene Perücke, ein Stirnband und eine Pflanzenkrone, sowie Armbänder, Ohrringe und Halskragen. Sie überreichen der Prinzessin auf einem Tablett einen breiten goldenen Halskragen.
Die Doppelszene ist oben von einem Lotusblumenfries, unten von einem Sockelfries und an den Seiten von einer Farbleiter umrahmt. Die Darstellung nennt Titel und Namen Satamuns, die Darbietung des goldenen Holzkragens wird mit „Herbeibringen des Goldes aus den südlichen Fremdländern“ betitelt.

### Armlehnen
Die Innenseiten der Armstützen zeigen jeweils eine Prozession von vier Gabenbringerinnen. Diese werden mit einem hohen Kopfputz aus Lotusblumen gekrönt, welche man abwechselnd in Seitenansicht und Aufsicht sieht. Die Szenen zeigen die Darbringung von aufgeschichteten Goldringen. Dekoration und Gestaltung der langen Röcke wechseln sich einander ab, ansonsten entspricht die Aufmachung der Hauptszene auf der Rückenlehne.
Die Außenseite der rechten Armlehne zeigt die Göttin Thoeris neben zwei Figuren des Gottes Bes. Thoeris ist in Nilpferdgestalt mit hängenden Brüsten, Krokodilsrücken und Löwentatzen dargestellt. Bes hingegen zeigt sich in Zwerggestalt mit krummen Beinen, Löwengesicht und Löwenmähne, sowie einem Löwenschwanz. Alle Figuren haben ein unregelmäßig punktiertes Fell. Eine Besfigur schwingt das Messer, der andere Bes schlägt das Tamburin. Die linke Armlehne zeigt Bes hingegen dreimal. Die Gottheiten Thoeris und Bes dienten der Abwehr von bösen Göttern, Geistern und Dämonen. Sie garantierten Gesundheit und ein langes Leben. Thoeris war die Göttin der Fruchtbarkeit, der Schwangerschaft und der Geburt. Beide Götter werden in der 18. Dynastie häufig auf Betten, Kopfstützen und Stühlen dargestellt.

## Zweck
Anhand des Abriebs von Blattgold auf der Rückenlehne, den Zierleisten der Armlehnen und den Zierköpfen erkennt man, dass der Stuhl als Gebrauchsgegenstand eingesetzt wurde. Zusätzlich war er aber auch ein zeremonielles Möbelstück. Die dargestellten Szenen beziehen sich auf eine Goldübergabe, möglicherweise stehen sie in Beziehung zum ersten Erneuerungsfest von Amenophis III.